# Alton (Kansas)
Alton je město v okrese Osborne County ve státě Kansas ve Spojených státech amerických. V roce 2020 zde žilo 100 obyvatel a s celkovou rozlohou 0,8 km² byla hustota zalidnění 124,7 obyvatel na km².

## Historie
Alton byl založen roku 1870. Původně se město jmenovalo Bull City, ale v roce 1885 bylo přejmenováno na Alton.

## Demografie

### Sčítání 2020
Podle sčítání lidu zde v roce 2020 žilo 100 obyvatel.

#### Rasové složení
- 97 % bílí Američané
- 1 % jiná rasa
- 2 % dvě a více ras

Obyvatelé hispánského nebo latinskoamerického původu, bez ohledu na rasu, tvořili 1 % obyvatel.

### Sčítání 2010
Podle sčítání lidu Spojených států amerických v roce 2010 zde žilo 103 obyvatel.

#### Rasové složení
- 97,1 % bílí Američané
- 2,9 % dvě nebo více ras